# Bestuurdersaansprakelijkheid
Bestuurdersaansprakelijkheid is aansprakelijkheid van bestuurders voor handelingen die zij als bestuurder van een rechtspersoon, veelal een vennootschap of een vzw, hebben verricht. Juridisch-dogmatisch bestaan verschillende gronden voor aansprakelijkheid. De hoofdregel is echter dat een rechtspersoon op grond van zijn rechtspersoonlijkheid zelf aansprakelijk is en niet de bestuurders. Bestuurdersaansprakelijkheid is derhalve een uitzondering.
Bestuurders hebben een grote macht in een rechtspersoon, en daardoor ook een grote verantwoordelijkheid. In een aantal gevallen vindt de rechtsorde dat een bestuurder die schade aan zijn bedrijf heeft toegebracht, of via zijn bedrijf schade aan anderen, hier niet zomaar mee mag wegkomen. Dit zijn meestal gevallen waarin de bestuurder wat te verwijten valt. In de meeste landen wordt een bepaalde norm gesteld voor het gedrag van een bestuurder ('behoorlijke taakvervulling', 'voorzichtig zakenman', 'goede huisvader', 'zorg en loyaliteit', etc.) In de lichtste gevallen wordt de normschending veroorzaakt door schuld door nalatigheid of niet voldoen aan administratieve eisen. Soms is er echter sprake van moedwillig handelen, fraude of andere strafbare feiten.
Een aansprakelijk gestelde bestuurder zal worden verplicht om de benadeelden alle schade die door zijn handelen is ontstaan te vergoeden. Deze benadeelde kan de rechtspersoon (interne aansprakelijkheid), of een of meer derden zijn (externe aansprakelijkheid). Tevens kan een bestuurder bij faillissement van zijn onderneming persoonlijk aansprakelijk worden gesteld door de curator. Een bestuurder die aansprakelijk wordt gesteld zal vaak forse bedragen moeten betalen en zal hierdoor soms zelf failliet kunnen gaan. Ook zal hij forse reputatieschade oplopen.

## Gevolgen
Meestal betreft het bedrag waarvoor een bestuurder aansprakelijk wordt gesteld een veelvoud van het privévermogen van de bestuurder. Derhalve leidt een geslaagde aansprakelijkheidsvordering tot het faillissement van de bestuurder en liquidatie van zijn vermogen. Voor deze financiële gevolgen kan men zich overigens wel verzekeren. Aansprakelijkstelling kan echter ook leiden tot forse reputatieschade. Verder is het mogelijk dat de (ex-)bestuurder als gevolg van de aansprakelijkstelling op een zwarte lijst terechtkomt waarmee hij bepaalde functies niet meer kan bekleden of banken hem geen lening of hypotheek willen verstrekken. Strafrechtelijke aansprakelijkheid leidt tot een strafblad wat eveneens tot voorgenoemde consequenties kan leiden. Daarbij kan de ex-bestuurder veroordeeld worden tot bijkomende (voorwaardelijke of onvoorwaardelijke) straffen zoals een boete, gevangenisstraf of een werkstraf. 
Ook voor andere partijen zijn de gevolgen niet onverdeeld gunstig. In veel gevallen is de procedure lang en duur, en biedt de aangesprokene onvoldoende verhaal, terwijl de benadeelde per definitie reeds zelf schade heeft geleden. Daarbij kan de vennootschap zelf ook reputatieschade oplopen door het aansprakelijk stellen van een ex-bestuurder: derden kunnen de vraag stellen hoe het zo ver is kunnen komen en kunnen het zien als een indicatie dat de vennootschap de eigen zaken niet op orde heeft.

## Bestuurlijke verantwoordelijkheid
Het bestuur wordt altijd gezien als een college, en draagt dan ook collegiale verantwoordelijkheid. Een bestuurder ontkomt hier niet aan met het argument dat de aansprakelijkheid voortvloeit uit een fout die door een andere bestuurder gemaakt werd, of die onder een terrein viel waar hij zich niet mee bezighield. "Je stond erbij en je keek ernaar" is al voldoende. Slechts gevallen waarin een bestuurder langdurig afwezig was door overmacht of direct zijn veto geeft of aftreedt kunnen aanleiding zijn van deze regel af te wijken. Druk of dwang vanuit de aandeelhoudersvergadering of concernleiding doet niet ter zake. Als een bestuurder de keus heeft tussen het tekenen van een ondeugdelijk besluit en aftreden, verwacht het recht dat hij dan maar aftreedt. Ook een bestuurder die wegens zwangerschap of ziekte niet aan bestuurdersvergaderingen heeft kunnen deelnemen, blijft onder de bestuurdersverantwoordelijkheid vallen.
Op deze regel wordt geen uitzondering gemaakt voor 'papieren' bestuurders, stromannen, trustkantoren en personen die 'als vriendendienst' bestuurder zijn. Bestuurder is bestuurder. Ook het argument dat de werkelijke beslissing bij een moedermaatschappij, holding, centrale concernleiding of uiteindelijk beleidsbepaler elders in het concern gemaakt is doet niet ter zake: de bestuurder zijn naam staat eronder.
Verder is en blijft een bestuurder verantwoordelijk voor de periode waarin hij als bestuurder was aangesteld. Het verlenen van decharge beschermt slechts tegen interne aansprakelijkheid (jegens de vennootschap), en dan nog slechts voor feiten die aan de aandeelhouders zijn medegedeeld. Ook snel aftreden zal de bestuurder niet helpen. Sterker nog: als de vennootschap zonder bestuurder achterblijft kan dit eveneens als nalatigheid worden gezien.

## Laakbaar gedrag
De norm voor het gedrag van een bestuurder is in de meeste landen slechts in algemene termen omschreven. Invulling van de norm wordt hiermee overgelaten aan de rechter, die op deze manier de mogelijkheid krijgt alle omstandigheden van het geval in zijn beoordeling mee te nemen. Het is derhalve moeilijk vast te stellen wanneer een bestuurder zich niet volgens de gegeven norm heeft gedragen. Voorbeelden van gedrag van een bestuurder (uit verschillende jurisdicties) die tot aansprakelijkheid kunnen leiden zijn onder andere de ondernemer verplichtingen laten aangaan wetende dat deze niet kunnen worden nagekomen, twee keer eenzelfde schadetoebrengende fout maken, het verduisteren van ondernemingsgelden of deze aanwenden voor privédoeleinden, de vennootschap willens en wetens een strafbaar feit laten plegen (bijvoorbeeld een economisch- of milieudelict), het accepteren of betalen van smeergeld, het niet aanvragen van faillissement terwijl de onderneming feitelijk insolvent is, fraude of valsheid in geschrifte plegen, het niet bijhouden van de administratieve verplichtingen. De rechter zal per geval naar alle omstandigheden kijken en deze vergelijken met de norm: wat zou een bestuurder volgens deze norm doen? Indien het antwoord hierop is dat een bestuurder die volgens de norm handelt zich anders (beter) zou gedragen, heeft betreffende bestuurder zich in principe niet volgens de norm gedragen en is hij in principe persoonlijk aansprakelijk.

## Civielrechtelijke aansprakelijkheid

### Interne aansprakelijkheid
Iedere bestuurder is jegens zijn vennootschap gehouden zijn taak behoorlijk te vervullen, zo staat het in de wet. Wanneer dit niet het geval is, kan hij worden aangesproken door de vennootschap. Dit betreft een interne aansprakelijkheid, die men kan zien als een inspanningsverbintenis jegens de vennootschap. Begrijpelijk is dat het dan heel moeilijk is om aan te tonen dat hij zijn taken niet behoorlijk heeft verricht. Toch bestaan er wel voorbeelden van gevallen waarin de bestuurder de vennootschap schade toebracht en gehouden werd deze te vergoeden.

### Onbehoorlijke taakvervulling in faillissement
Een bestuurder kan ook bij een faillissement aansprakelijk zijn. Nederlands recht hanteert twee criteria:
- Het bestuur heeft zijn taak niet behoorlijk vervuld;
- En dit is een belangrijke oorzaak van het faillissement.

In praktijk is ook dit moeilijk aan te tonen. Onbehoorlijke taakvervulling is nog enigszins te definiëren, maar het is niet duidelijk wanneer het een "belangrijke oorzaak" is. Onbehoorlijke taakvervulling is immers vrijwel nooit de enige oorzaak.
Lastiger wordt het voor de bestuurder als hij niet aan de administratieplicht of aan de publicatieplicht heeft voldaan. Dit houdt in dat hij een deugdelijke administratie moet houden en dat hij de jaarrekening moet opmaken en deponeren bij het handelsregister. Heeft hij niet aan een van deze verplichtingen voldaan dan wordt vermoed dat hij zijn taak onbehoorlijk heeft vervuld, en deze onbehoorlijke taakvervulling wordt vermoed een belangrijke oorzaak van het faillissement te zijn. Tegen het eerste vermoeden kan de bestuurder geen tegenbewijs leveren, wel kan hij aannemelijk maken dat externe factoren een belangrijke oorzaak van het faillissement zijn geweest. Dit betekent een verschuiving van de bewijslast naar de aangesproken bestuurder, die dan aannemelijk moet maken dat zijn taakvervulling geen (belangrijke) oorzaak is van het faillissement. Lukt hem dit niet, dan is hij persoonlijk aansprakelijk.
Binnen een aantal landen (Luxemburg bijvoorbeeld) hebben bestuurders de plicht om bij insolventie binnen korte termijn (bijvoorbeeld een maand) het faillissement van de onderneming aan te vragen. Dit nalaten of zelfs nog meer verplichtingen aangaan leidt in dit geval tot civielrechtelijke (en mogelijk ook strafrechtelijke) aansprakelijkheid.

### Externe aansprakelijkheid
Een bestuurder die jegens een derde een onrechtmatige daad pleegt, kan onder omstandigheden persoonlijk aansprakelijk worden gesteld voor de schade die de derde dientengevolge lijdt. Volgens de Hoge Raad is voor de aansprakelijkheid van de bestuurder niet alleen vereist dat de bestuurder de vereisten van 6:162 BW vervult, maar ook dat de bestuurder persoonlijk een ‘ernstig verwijt’ treft. (HR 23 november 2012, ECLI:NL:HR:2012:BX5881, NJ 2013/302, m.nt. Van Schilfgaarde (Spaanse Villa), r.o. 3.4.2; HR 5 september 2014, ECLI:NL:HR:2014:2628, NJ 2015/21 m.nt. Van Schilfgaarde (Hezemans Air), r.o. 3.5.2-3.5.3). Dit is niet hetzelfde als de zogenaamde 'doorbraak van de aansprakelijkheid' of "piercing the corporate veil": dit laatste betreft aansprakelijkheid van een aandeelhouder.

### Praktische uitwerking
De werking van faillissementsrechtinstrumenten tegen fraude blijkt zeer laag uit een onderzoek van het CBS en auteur Luttikhuis over de herziening van de Faillissementswet in 2007. Negen van de tien keer dat een curator een instrument als bestuurdersaansprakelijkheid en actio pauliana hanteert leidt dit niet tot betere opbrengsten voor de schuldeiser of een significante pakkans. In veel gevallen valt er weinig te halen en zal een procedure het weinige geld dat zich nog in de boedel bevindt opsouperen met een geringe kans op succes. Voor de herziening Faillissementswet 2007 draagt Luttikhuis mogelijkheden aan voor 'corporate recovery' (behoud van onderneming en werkgelegenheid). Uit het onderzoek blijkt dat in het faillissement slechts 2 miljard euro omgaat en in de fase er vlak voor minstens 10 maal zoveel. De belangenbehartigers van maatschappelijke belangen als het tegengaan van fraude en behoud werkgelegenheid dienen volgens dit onderzoek hun pijlen op corporate recovery/behoud van onderneming te richten. Het blijkt met een goede wetgeving makkelijker een onderneming te behouden dan een startende onderneming te helpen.
Ook buiten faillissement is de praktische waarde van bestuurdersaansprakelijkheid vrij gering. De bewijslast ligt bij de benadeelde en de lat voor aansprakelijkheid ligt hoog aangezien deze een uitzondering vormt op de separate juridische persoonlijkheid van de vennootschap, wat de hoofdregel is binnen het rechtspersonenrecht. De benadeelde heeft in de meeste gevallen al forse schade geleden en wordt met hoge (proces)kosten en een slepende procedure geconfronteerd. Ook hier geldt dat meestal het privévermogen van de bestuurder onvoldoende verhaal biedt. 
Wanneer de bestuurder verzekerd of werknemer is van een trustkantoor is kan dit anders liggen. In zo´n geval is het zelfs niet ongebruikelijk dat een partij (dreiging met) aansprakelijkheidsstelling als strategisch drukmiddel gebruiken jegens de vennootschap, de group, of in geval van een securitisatie, de sponsor van de transactie. De verzekeringsmaatschappij zal er dan bij betrokken raken en zowel de maatschappij als een eventueel trustkantoor zullen erbij gebaat zijn dat de claim zo snel mogelijk van tafel gaat. Bovendien kan een claim de liquidatie van een gebruikt SPV vertragen en naast de juridische kosten leiden tot lang naslepende instandhoudingskosten. Ook dit kan bijdragen tot de waarde van aansprakelijkheidsstelling als strategisch dreig- en drukmiddel.
Slechts in de meest extreme gevallen komt het tot (het begin van) een procedure, en meestal wordt tijdig met de bestuurder of diens verzekeraar geschikt.

## Fiscale aansprakelijkheid
Vennootschappen zijn verplicht om diverse soorten belastingen te voldoen. Zo zijn zij onder meer belastingplichtig voor de Loonbelasting en de Omzetbelasting. De bestuurders van een vennootschap dienen er voor te zorgen dat de hoogte van deze belastingen op de juiste wijze wordt aangegeven bij de Belastingdienst. Ook dienen zij ervoor te zorgen dat de belastingschulden door de vennootschap betaald worden. Indien de vennootschap haar belastingschulden niet (meer) kan voldoen, dan moeten de bestuurders hiervan zo snel mogelijk melding maken bij de Belastingdienst (de zogeheten "Melding betalingsonmacht"). Doen de bestuurders dit niet, dan zijn zij hoofdelijk aansprakelijk voor de belastingschuld van de vennootschap. Zij kunnen zich aan deze aansprakelijkheid onttrekken indien zij bewijzen dat de te late melding, of het ontbreken ervan, niet aan hun eigen handelen te wijten is, terwijl zij bovendien maatregelen hebben genomen die ertoe leiden dat hun niets te verwijten valt ten aanzien van deze fout.
Veel landen hanteren dergelijke regelingen, om te voorkomen dat vennootschappen door bestuurders worden misbruikt voor hun eigen belastingfraude.

## Strafrechtelijke aansprakelijkheid
Wanneer sprake is van strafbare feiten van de vennootschap, kan de bestuurder soms strafrechtelijk aansprakelijk worden gesteld en tot een boete of gevangenisstraf worden veroordeeld. Een voorbeeld is een directeur die zijn vennootschap gebruikt voor het opzetten van een piramidespel. Rechtspersonen kunnen in veel landen overigens ook uit eigen hoofde strafrechtelijk aansprakelijk zijn.

## Verzekering
Het is mogelijk voor bestuurders en trustkantoren om zich tegen bestuurdersaansprakelijkheid te verzekeren. Dit noemt men een D&O polis, van "directors & officers". Gewoonlijk worden niet slechts de eventuele aansprakelijkheidssommen gedekt, maar ook de proceskosten (die in dit soort zaken zeer hoog kunnen oplopen).